# Jurij Matej Trunk
Jurij Matej Trunk, slovenski duhovnik, pisatelj in publicist, * 1. september 1870, Bače, Koroška, † 11. marec 1973, San Francisco.

## Življenjepis
Trunk je v Celovcu  študiral teologijo in bil 1895 posvečen. Kot duhovnik je služboval po raznih krajih Koroške, najdlje pri Sv. Križu v Beljaku (1904 do 1917). Zaradi njegove slovenske usmerjenosti so ga veliko prestavljali po župnijah. Med 1. svetovno vojno so ga vojaške oblasti obtožile vohunstva in ga zaprle. Po vojni je bil izvedenec Kraljevine Srbov, Hrvatov in Slovencev na mirovni konferenci v Parizu in član plebiscitne komisije v Celovcu, po plebiscitu pa ga je avstrijska oblast upokojila. Zaradi pritiska nemških nacionalistov se je umaknil v Kraljevino SHS. Leta 1921 se je izselil v Fuldo (Severna Dakota). Vrso let je bil župnik v Leadvillu v Koloradu. Tam je poslikal cerkev in župnišče s svojskimi, naivnimi stenskimi podobami. V ZDA je dopisoval v Amerikanskega Slovenca in Novi svet. Po drugi upokojitvi se je umaknil v San Francisco. Tudi tam je poslikal notranjost svoje hiše. Poslikave so bile še ohranjene pred letom 2000. 

## Literarno delo
Trunk je leta 1911 v Celovcu pod naslovom Na Jutrovem izdal popotne vtise iz Bližnjega vzhoda, 1912 pa delo o slovenskem izseljeništvu v Ameriki, ki je nosilo naslov Amerika in Amerikanci, za katerega je slikovno gradivo zbiral A. Terbovec, 1915 je izšla knjiga o potovanju po Ameriki Quer durch Nordamerika. Leta 1950 je Mohorjeva družba v Celju izdala njegove Spomine.